# Pseudosphinx tetrio

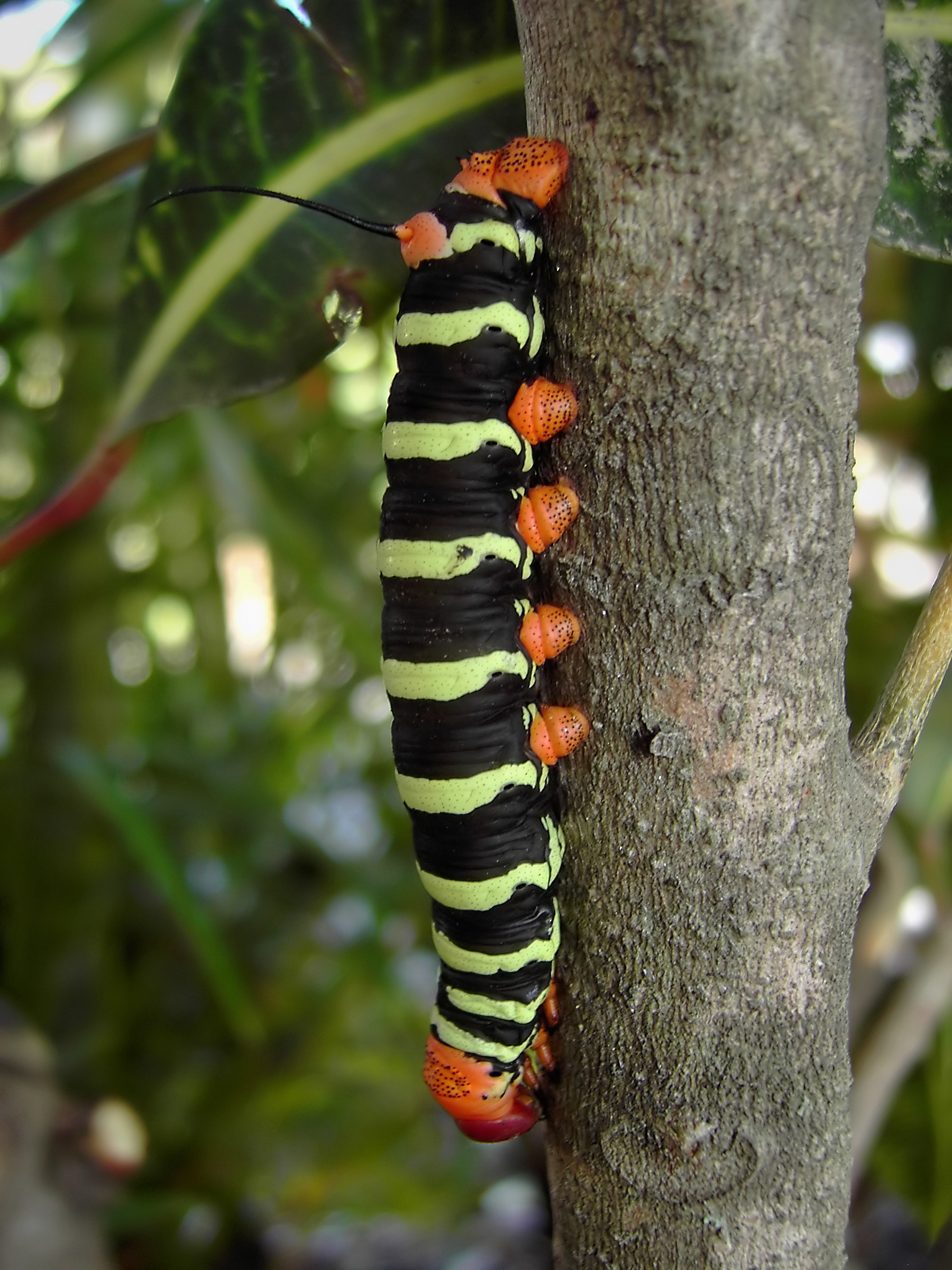
Eruga

Pseudosphinx tetrio és una espècie de lepidòpter ditrisi de la família dels esfíngids (Sphingidae) àmpliament distribuïda des del Brasil, a Sud-amèrica, fins al sud dels Estats Units.

## Descripció
L'eruga té ratlles de color groc i negre pel cos i el cap i les potes vermelloses. Rep el nom comú de "eruga goluda" a causa que pot menjar quantitats astronòmiques; en 24 hores pot menjar el doble del seu pes. Aquesta espècie consumeix les fulles de la planta Plumeria alba i de Allamanda, arbres que pot defoliar en uns quants dies. Després es transforma en pupa i finalment es converteix en una papallona de color gris-cafè amb grans ulls negres.